# Otus sagittatus
El autillo frentiblanco, autillo de frente blanco o autillo frente blanco (Otus sagittatus) es una especie de ave estrigiforme de la familia Strigidae. Tiene una pequeña y decreciente población de la que se conoce poco. Se considera vulnerable, con una población estimada de alrededor de 2500 a 10 000 individuos. Su área de distribución abarca 149 000 km² de bosques en la península de Malaca. Su principal amenaza es la pérdida de hábitat ya que los bosques donde habita están siendo rápidamente destruidos.